# Cristoforo da Messisbugo

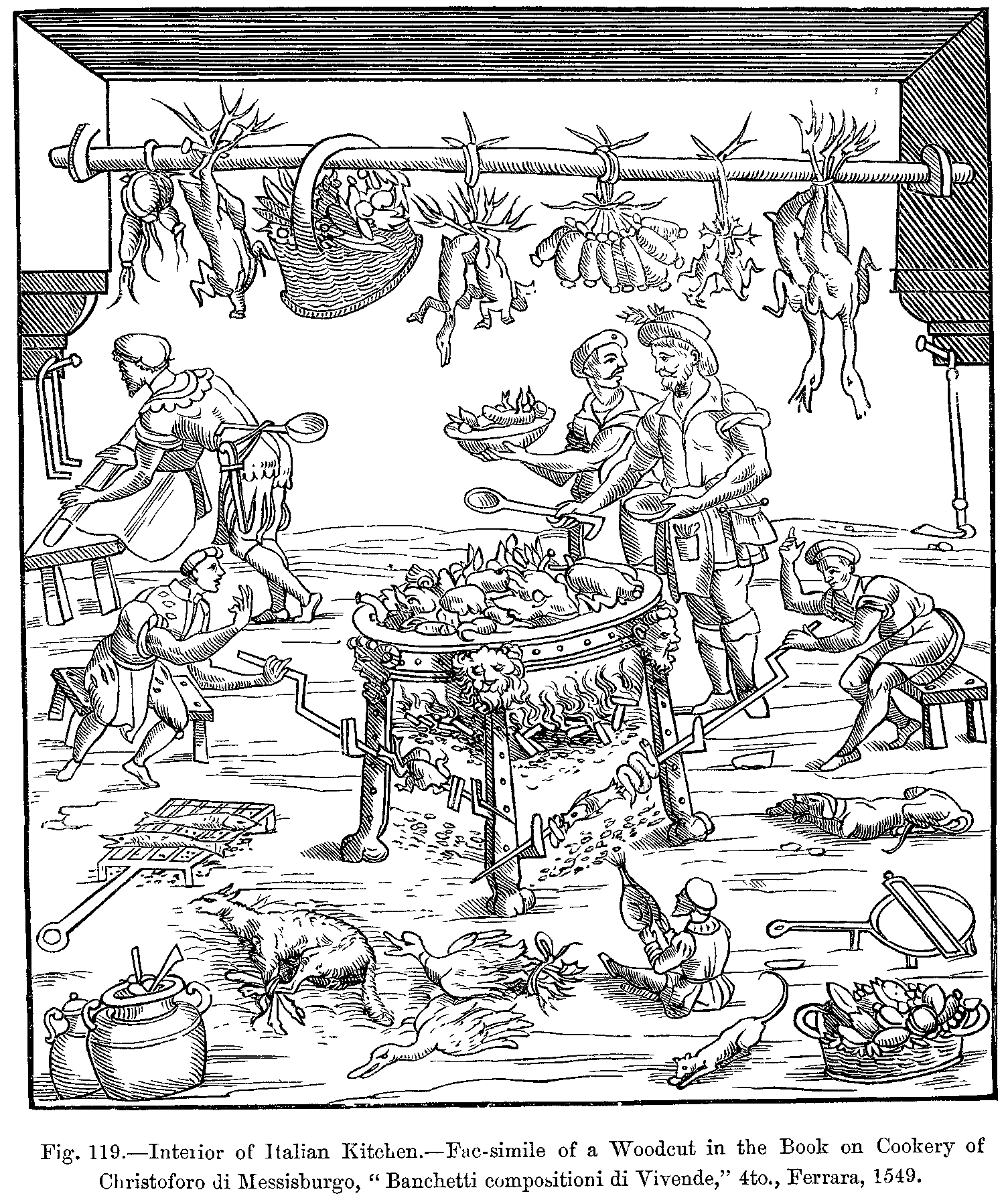
Ilustración de una cocina italiana, parte del libro de gastronomía de Messisbugo "Banchetti, composizioni di vivande e apparecchio generale", publicado post mortem en 1534.

Cristoforo da Messisbugo, nacido a fines del siglo XV, y fallecido en 1548 en Ferrara, fue intendente de la Casa de Este y cocinero y escritor renacentista italiano. Fue maestro de ceremonias de Alfonso I de Este y de Hércules II de Este; ordenó y dispuso fastuosos banquetes en la corte. Fue nombrado conde palatino por Carlos V en 1533. Un año después de su fallecimiento se publicó su obra Banchetti, composizioni di vivande e apparecchio generale, de notable interés para los estudiosos de la historia de la gastronomía, ya que en ella no solo enumera la logística precisa para la organización de grandes banquetes y comidas de magnates y reyes, con indicación sobre utensilios, vajilla, etcétera, sino que añade una espléndida muestra de platos de diferentes lugares de Italia, e incluso otros lugares de Europa. Indica asimismo gran cantidad de patés de su creación.
El lugar de su sepultura es en la iglesia del monasterio de San Antonio de Polesine.